# متروی اصفهان
متروی اصفهان یا قطار شهری اصفهان و حومه، به مجموعه خطوط فعال یا در حال ساخت قطارهای شهری در کلان‌شهر اصفهان گفته می‌شود. سازمان قطار شهری اصفهان مسئولیت ساخت قطار شهری را در محدوده شهر اصفهان بر عهده دارد و سازمان مترو منطقه اصفهان وظیفه بهره‌برداری از مترو در محدوده شهرِ اصفهان و شهرهای اطراف را دارد. هنگام حفاری در مسیر سی و سه پل و ورود دستگاه (TBM) باعث نشست نامتقارن در پایه‌های این پل تاریخی شد.
کار ساخت قطار شهری اصفهان از سال ۱۳۸۰ آغاز شد اما با توجه به بافت تاریخی این شهر به کندی پیش رفت و ساخت ایستگاه‌های جدید هم به کندی پیش می‌رود. خطاهای اجرایی نیز در طولانی‌تر شدن اجرای این پروژه مؤثر بوده‌اند.
برای اصفهان ۳ خط قطار شهری در نظر گرفته شده است؛ خط ۱ مسیر شمال به جنوب، خط ۲ شرق به غرب و خط ۳ از جنوب به غرب می‌باشد. همچنین برخی از شهرهای اطراف نیز از طریق این سامانه به خطوط مترو اصفهان متصل می‌گردند. ۲۰ ایستگاه فعال مترو در اصفهان وجود دارد. عبور مترو از زیر میدان نقش جهان منتفی شده است.
عملیات اجرایی خط ۲ متروی اصفهان از ابتدای سال ۱۳۹۸ آغاز و حفاری تونل‌ها از شمال شرق توسط دو دستگاه به قطر ۶/۵ متری و از غرب توسط یک دستگاه با قطر ۹/۵ متری انجام خواهد شد.

## تاریخچه
پیشنهاد ساخت مترو در اصفهان در زمان احداث کارخانه ذوب آهن در دهه ۱۳۴۰ داده‌شد. در این طرح قرار بود فرودگاه بین‌المللی اصفهان به شهر فولادشهر و سپس کارخانه ذوب آهن متصل گردد که اجرایی نشد.
نخستین طرح جامع حمل و نقل شهر اصفهان در سال ۱۳۵۵ توسط مهندسین مشاور سوئدی ولوو صورت گرفت اما به مرحله اجرا نرسید. پس از انقلاب ایران، در سال ۱۳۵۹ مطالعات جامع حمل و نقل اصفهان توسط سازمان مدیریت برنامه و بودجه استان انجام شد. طی آن به مدت یک سال مطالعات مترو اصفهان توسط شرکت مهندسین مشاور پاسیفیک کوماگائی گومی صورت گرفت. در سال ۱۳۶۳ نیز مطالعات حمل‌ونقل برون‌شهری محدود به منطقه صنعتی حاشیه زاینده رود توسط مجتمع شرکت فولاد مبارکه اصفهان و دانشگاه صنعتی اصفهان انجام شد.
بین سال‌های ۱۳۶۶ تا ۱۳۶۹ مطالعات جامع حمل و نقل و ترافیک اصفهان با مدیریت سازمان حمل و نقل و ترافیک و توسط دانشگاه صنعتی اصفهان انجام و در پی آن بین سال‌های ۱۳۷۱ تا ۱۳۷۳ مطالعات پیش امکان‌پذیری حمل و نقل انبوه توسط شرکت فرانسوی سوفرتو و در سال ۱۳۷۴ مطالعات امکان‌پذیری آن توسط شرکت استرالیایی PPK انجام شد و شبکه حمل ونقل انبوه منطقه اصفهان مشخص گردید.
پس از آن، از سال ۱۳۷۵ به مدت دو سال طراحی اولیه خطوط اولویت دار قطار شهری اصفهان و حومه انجام گرفت و پس از تصویب بودجه احداث قطار شهری توسط مجلس شورای اسلامی در سال ۱۳۷۹، عملیات اجرایی خط یک مترو اصفهان از سال ۱۳۸۰ آغاز شد.

## ساختار مدیریتی خطوط ریلی اصفهان
- شرکت مترو منطقه اصفهان: تأسیس در سال ۱۳۷۰ با هدف طراحی، برنامه‌ریزی، توجیه فنی و اقتصادی، تصویب و بهره‌برداری خطوط در مقیاس منطقه‌ای
- سازمان قطار شهری اصفهان و حومه:[۴]

تأسیس در سال ۱۳۷۸ با هدف اجرای خطوط درون‌شهری

## خطوط

نقشه خطوط متروی اصفهان

| رنگ | نشانه | خط   | شروع فعالیت | افتتاح کامل | نوع       | طول (کیلومتر) | ایستگاه | مسیر                                    |
| --- | ----- | ---- | ----------- | ----------- | --------- | ------------- | ------- | --------------------------------------- |
| ۱   |       | یک   | ۱۳۹۴        | ۱۳۹۶        | قطار شهری | ۲۰٫۲          | ۲۴      | دانشگاه صنعتی اصفهان تا شهر بهارستان    |
| ۲   |       | دو   | ۱۴۰۳        |             | قطار شهری | ۲۴/۴          | ۲۳      | دارک تا خمینی‌شهر                        |
| ۳   |       | سه   |             |             | قطار شهری | ۹             | ۸       | شهرک قائمیه تا میدان آزادی              |
| ۴   |       | چهار |             |             | قطار شهری | ۲۵            | ۲۰      | ابن سینا تا فرودگاه شهید بهشتی          |
| ۵   |       | پنج  |             |             | قطار شهری | ۷۵            | ۲۰      | سپاهان شهر تا نمایشگاه بین‌المللی اصفهان |

| رنگ | خط                          | شروع فعالیت | افتتاح کامل | نوع       | طول (کیلومتر) | ایستگاه | مسیر                      |
| --- | --------------------------- | ----------- | ----------- | --------- | ------------- | ------- | ------------------------- |
|     | اصفهان - زرین‌شهر            |             |             | قطار شهری | ۵۰            | ۷       | میدان آزادی تا فولادشهر   |
|     | اصفهان - شاهین‌شهر           |             |             | قطار شهری | ۱۹            | ۹       | دانشگاه صنعتی تا شاهین‌شهر |
|     | اصفهان - بهارستان           |             |             | قطار شهری | ۱۴/۵          | ۴       | سپاهان‌شهر تا بهارستان     |
|     | بهارستان - مبارکه - مجلسی   |             |             | قطار شهری | ۵۱            | ۸       | بهارستان تا مجلسی         |
|     | بهارستان - شهرضا            |             |             | قطار شهری | ۵۰            | ۷       | بهارستان تا شهرضا         |
|     | اصفهان - نجف‌آباد - خمینی‌شهر |             |             | قطار شهری | ۲۸            | ۸       | کهندژ تا خمینی‌شهر         |

## درون‌شهری

### خط یک
این خط از محله ملک شهر در شمال شهر اصفهان آغاز شده و پس از طی مسیری به طول ۲۰٫۲ کیلومتر به پایانه مسافربری صفه در جنوب اصفهان می‌رسد، اکنون در این خط ۲۰ ایستگاه فعال وجود دارد.
ایستگاه‌های خط یک عبارتند از:
| شماره | نام                     | موقعیت                                     | وضعیت      | شروع به کار | توضیحات                    |
| ----- | ----------------------- | ------------------------------------------ | ---------- | ----------- | -------------------------- |
| ۱     | ایستگاه دانشگاه صنعتی   | دانشگاه صنعتی اصفهان                       | دردست ساخت |             |                            |
| ۲     | ایستگاه دهنو            | محله دهنو                                  | دردست ساخت |             |                            |
| ۳     | ایستگاه امیرکبیر        | خیابان شاهپور جدید                         | دردست ساخت |             |                            |
| ۴     | ایستگاه رسالت           | خیابان رسالت                               | دردست ساخت |             |                            |
| ۵     | ایستگاه قدس             | شهرک قدس، خیابان امام خمینی                | فعال       | ۱۳۹۴        |                            |
| ۶     | ایستگاه بهارستان        | ملک شهر، خیابان بهارستان                   | فعال       | ۱۳۹۴        |                            |
| ۷     | ایستگاه گلستان          | بهارستان، خیابان گلستان                    | فعال       | ۱۳۹۴        |                            |
| ۸     | ایستگاه شهید مفتح       | بهارستان، نبش خیابان شهید مفتح             | فعال       | ۱۳۹۴        |                            |
| ۹     | ایستگاه شهید علیخانی    | میدان شهید علیخانی                         | فعال       | ۱۳۹۴        |                            |
| ۱۰    | ایستگاه جابر            | تقاطع خیابان‌های جابر و شهبازی              | فعال       | ۱۳۹۴        |                            |
| ۱۱    | ایستگاه کاوه            | پایانه کاوه                                | فعال       | ۱۳۹۴        | دپو                        |
| ۱۲    | ایستگاه شهید چمران      | بلوار کاوه، نرسیده به بزرگراه شهید چمران   | فعال       | ۱۳۹۴        |                            |
| ۱۳    | ایستگاه شهید باهنر      | تقاطع ۲۵ آبان، نبش خیابان شهید باهنر       | فعال       | ۱۳۹۴        | تلاقی با خط ۲ اتوبوس تندرو |
| ۱۴    | ایستگاه شهدا            | میدان شهدا                                 | فعال       | ۱۳۹۵        |                            |
| ۱۵    | ایستگاه تختی            | چهارراه تختی                               | فعال       | ۱۳۹۵        | تلاقی با خط ۳ اتوبوس تندرو |
| ۱۶    | ایستگاه امام حسین       | میدان امام حسین                            | فعال       | ۱۳۹۶        | تلاقی با خط ۴ اتوبوس تندرو |
| ۱۷    | ایستگاه انقلاب          | میدان انقلاب                               | فعال       | ۱۳۹۶        |                            |
| ۱۸    | ایستگاه سی و سه پل      | خیابان چهار باغ بالا، نرسیده به سی و سه پل | فعال       | ۱۳۹۶        |                            |
| ۱۹    | ایستگاه دکتر شریعتی     | خیابان چهارباغ بالا، بیمارستان شریعتی      | فعال       | ۱۳۹۶        |                            |
| ۲۰    | ایستگاه آزادی           | میدان آزادی                                | فعال       | ۱۳۹۶        | تلاقی با خط ۱ اتوبوس تندرو |
| ۲۱    | ایستگاه دانشگاه         | خیابان هزارجریب، روبروی دانشگاه اصفهان     | فعال       | ۱۳۹۶        |                            |
| ۲۲    | ایستگاه کارگر           | خیابان هزارجریب، روبروی خیابان کارگر       | فعال       | ۱۳۹۶        |                            |
| ۲۳    | ایستگاه کوی امام        | خیابان هزارجریب، کوی امام خمینی            | فعال       | ۱۳۹۶        |                            |
| ۲۴    | ایستگاه دفاع مقدس (صفه) | پل دفاع مقدس، جنب پایانه مسافری صفه        | فعال       | ۱۳۹۶        |                            |

### خط دو
خط شرقی-غربی از خمینی شهر شروع و پس از عبور از خیابان اشرفی اصفهانی (کهندژ) و در ایستگاه مشترک امام حسین از زیر خط شمالی-جنوبی وارد خیابان سپه شده و از زیر قسمت شمال میدان نقش جهان به سمت خیابان حافظ می‌رود. این خط در خیابان هاتف به سمت شمال ادامه می‌یابد و پس از عبور از روی میدان لاله در طول خیابان زینبیه ادامه می‌یابد. طول کل مسیر ۲۴٫۴ کیلومتر و دارای ۲۳ ایستگاه می‌باشد. فاز یک این مسیر مورد تصویب قرار گرفته و اجرای آن از ۱۴۰۳ آغاز شده است.
ایستگاه‌های خط دو عبارتند از:
| شماره | نام                           | موقعیت                               | وضعیت          | شروع به کار | توضیحات                        |
| ----- | ----------------------------- | ------------------------------------ | -------------- | ----------- | ------------------------------ |
| ۱     | ایستگاه دارک                  | محله دارک، خیابان دارک               | دردست ساخت     | ۱۴۰۳        | دپو                            |
| ۲     | ایستگاه حرم زینبیه            | حرم مطهر حضرت زینب                   | دردست ساخت     | ۱۴۰۳        |                                |
| ۳     | ایستگاه عاشق اصفهانی          | خیابان عاشق اصفهانی                  | دردست ساخت     | ۱۴۰۳        |                                |
| ۴     | ایستگاه عمان سامانی           | خیابان عمان سامانی                   | دردست ساخت     | ۱۴۰۳        |                                |
| ۵     | ایستگاه لاله                  | خیابان لاله، پارک لاله               | دردست ساخت     |             |                                |
| ۶     | ایستگاه شاهد                  | خیابان شاهد                          | دردست ساخت     |             |                                |
| ۷     | ایستگاه طوقچی                 | میدان قدس                            | دردست ساخت     |             | تلاقی با خط ۱ و ۲ اتوبوس تندرو |
| ۸     | ایستگاه ابن سینا              | خیابان ابن سینا                      | دردست ساخت     |             |                                |
| ۹     | ایستگاه امام علی              | میدان امام علی                       | دردست ساخت     |             |                                |
| ۱۰    | ایستگاه نقش جهان              | خیابان حافظ، سمت شرقی میدان نقش جهان | دردست ساخت     |             |                                |
| ۱۱    | ایستگاه فلسطین (آمادگاه)      | خیابان فلسطین (آمادگاه)              | دردست ساخت     |             |                                |
| ۱۲    | ایستگاه امام حسین             | میدان امام حسین (دروازه دولت)        | فعال           | ۱۳۹۶        | تلاقی با خط ۴ اتوبوس تندرو     |
| ۱۳    | ایستگاه خلجا                  | خیابان خلجا                          | دردست ساخت     |             |                                |
| ۱۴    | ایستگاه چهارسو (کاشانی)       | خیابان کاشانی، میدان چهارسو          | دردست ساخت     |             |                                |
| ۱۵    | ایستگاه شهید خرازی            | بزرگراه شهید خرازی                   | دردست ساخت     |             |                                |
| ۱۶    | ایستگاه کهندژ                 | خیابان کهندژ                         | دردست ساخت     |             |                                |
| ۱۷    | ایستگاه جاوان                 |                                      | در مرحله طراحی |             |                                |
| ۱۸    | ایستگاه صمدیه                 |                                      | در مرحله طراحی |             |                                |
| ۱۹    | ایستگاه رهنان                 |                                      | در مرحله طراحی |             |                                |
| ۲۰    | ایستگاه پیام نور              |                                      | در مرحله طراحی |             |                                |
| ۲۱    | ایستگاه محله جوی‌آباد (جوغباد) |                                      | در مرحله طراحی |             |                                |
| ۲۲    | ایستگاه ماربین                |                                      | در مرحله طراحی |             |                                |
| ۲۳    | ایستگاه خمینی شهر             |                                      | در مرحله طراحی |             |                                |

### خط سه
خط سوم قطار شهری اصفهان از ایستگاه آزادی آغاز می‌شود و با عبور از بلوار دانشگاه و بلوار ارتش به پایانه جنوب غرب شهر اصفهان واقع در جنوب تقاطع اندیشه می‌رسد و سپس به سمت شهر ابریشم و فلاورجان فولادشهر و زرین‌شهر امتداد می‌یابد. طول این مسیر حدود ۹ کیلومتر و شامل ۸ ایستگاه می‌باشد. ادامه این خط از میدان آزادی تا میدان لاله است که از مصلی اصفهان و آرامستان تخت فولاد می‌گذرد اما هنوز برنامه‌ریزی نشده است. این خط با خط ۱ اتوبوس تندرو اصفهان تلاقی دارد.
ایستگاه‌های خط سه عبارتند از:
| شماره | نام                          | موقعیت                     | وضعیت          | شروع به کار | توضیحات                    |
| ----- | ---------------------------- | -------------------------- | -------------- | ----------- | -------------------------- |
| ۱     | ایستگاه آزادی                | میدان آزادی                | فعال           | ۱۳۹۶        | تلاقی با خط ۱ اتوبوس تندرو |
| ۲     | ایستگاه حکیم نظامی           | خیابان حکیم نظامی          | در مرحله طراحی |             |                            |
| ۳     | ایستگاه ارتش                 | خیابان ارتش                | در مرحله طراحی |             |                            |
| ۴     | ایستگاه سیمین                | بلوار کشاورز، سه راه سیمین | در مرحله طراحی |             |                            |
| ۵     | ایستگاه باغ فردوس            | بلوار کشاورز، باغ فردوس    | در مرحله طراحی |             |                            |
| ۶     | ایستگاه کشاورز               | بلوار کشاورز               | در مرحله طراحی |             |                            |
| ۷     | ایستگاه قائمیه               | محله قائمیه                | در مرحله طراحی |             |                            |
| ۸     | ایستگاه تقاطع اندیشه باغ ارم | شهر ابریشم                 | در مرحله طراحی |             | دپو                        |

### خط چهار
طراحی خط ۴ مترو اصفهان هنوز صورت نگرفته است و هم‌اکنون تنها صحبت از احداث خطی در مسیر خیابان جی به میان آمده است. به نظر می‌رسد این خط در صورت احداث از ایستگاه ابن سینا در «خط ۲ مترو اصفهان» آغاز شده و تا دانشگاه آزاد خوراسگان ادامه یابد. حتی این امکان وجود دارد در ادامه نیز پس از گذشتن از بازار میوه و تره بار اصفهان، آرامستان باغ رضوان، این خط در نهایت به فرودگاه بین‌المللی اصفهان متصل شود. در صورت اجرای کامل به نظر می‌رسد خط ۴ قطار شهری اصفهان طولی بیش از ۲۵ کیلومتر و ۲۰ ایستگاه داشته باشد.

### خط پنج
از خط ۵ مترو اصفهان تقریباً هیچ اطلاعاتی در دست نیست. تنها خبری که می‌توان از آن به طراحی یک خط جدید پی برد، توصیه یکی از اعضای شورای شهر پنجم به شهردار مبنی بر آزادسازی بیشتر زمین‌های رینگ چهارم برای جانمایی خط جدید مترو است. طراحی این خط منطقی هم به نظر می‌رسد چرا که در اطراف رینگ چهارم مراکز مهمی همچون نمایشگاه بین‌المللی اصفهان، شهربازی شهررویاها، مرکز همایش‌های بین‌المللی اصفهان، دهکده المپیک نقش جهان، پارک بزرگ شرق اصفهان و همچنین مناطق مسکونی وجود دارند که به نظر می‌رسد طراحی چنین مسیری می‌تواند پاسخ مناسبی به نیاز شهروندان برای دسترسی به این مراکز باشد.
البته هنوز جزئیاتی از این طرح منتشر نشده است. این امکان وجود دارد این خط صرفاً در نیمه شرقی رینگ چهارم ترافیکی اصفهان قرار گیرد اما در صورتی که دور تا دور تمام حلقه چهارم ترافیکی اصفهان خط مترو احداث شود می‌توان از آن به عنوان اولین خط مترو بسته در کشور نام برد. در صورت اجرای کامل به نظر می‌رسد خط ۵ قطار شهری اصفهان طولی بیش از ۷۵ کیلومتر و ۲۰ ایستگاه داشته باشد.

## برون‌شهری

#### اصفهان - زرین شهر
این خط به طول ۵۷ کیلومتر از ایستگاه آزادی اصفهان آغاز و با عبور از شهرهای شهرابریشم، فلاورجان، فولادشهر، زرین شهر، شهر و کارخانه ذوب آهن اصفهان به ساکنان این مناطق نیز سرویس دهی می‌کند.

#### اصفهان - شاهین شهر
خط مترو اصفهان - شاهین شهر از ابتدای خط یک قطار شهری اصفهان آغاز شده و پس از عبور از داخل شهر اصفهان، به بختیار دشت و سپس از سمت غرب به شهرستان شاهین شهر می‌رسد. اجرای این خط با مشارکت شرکت چینی نورینکو خواهد بود. از ۲۰ کیلومتر طول مسیر این خط، ۱۶٫۷ کیلومتر در حوزه شهرستان شاهین شهر و مابقی در حوزه شهرستان اصفهان می‌باشد.
| شماره | نام                          | موقعیت                         | وضعیت          | شروع به کار | توضیحات        |
| ----- | ---------------------------- | ------------------------------ | -------------- | ----------- | -------------- |
| ۱     | ایستگاه قدس                  | شهرک قدس، خیابان امام خمینی    | فعال           | ۱۳۹۴        | حوزه اصفهان    |
| ۲     | ایستگاه رسالت                | خیابان رسالت                   | دردست ساخت     |             | حوزه اصفهان    |
| ۳     | ایستگاه امیرکبیر             | خیابان شاهپور جدید             | دردست ساخت     |             | حوزه اصفهان    |
| ۴     | ایستگاه دهنو                 | محله دهنو                      | دردست ساخت     |             | حوزه اصفهان    |
| ۵     | ایستگاه دانشگاه صنعتی اصفهان | دانشگاه صنعتی اصفهان           | دردست ساخت     |             | حوزه اصفهان    |
| ۶     | ایستگاه بختیار دشت           | شاهین شهر، خیابان بختیار دشت   | در مرحله طراحی |             | حوزه شاهین شهر |
| ۷     | ایستگاه پالایشگاه            | شاهین شهر، پالایشگاه اصفهان    | در مرحله طراحی |             | حوزه شاهین شهر |
| ۸     | ایستگاه شهید منتظری          | شاهین شهر، نیروگاه شهید منتظری | در مرحله طراحی |             | حوزه شاهین شهر |
| ۹     | ایستگاه ولیعصر               | شاهین شهر، میدان ولیعصر        | در مرحله طراحی |             | حوزه شاهین شهر |

#### اصفهان - بهارستان
این خط از انتهای خط یک قطار شهری اصفهان آغاز شده و پس از عبور از سپاهان شهر به بهارستان ختم خواهد شد. طول این خط برابر ۱۴٫۵ کیلومتر خواهد بود. این پروژه در مراحل پایانی ریل‌گذاری قرار دارد. تخمین زده می‌شود این خط تا سال ۱۴۰۲ به بهره‌برداری برسد.
| شماره | نام                     | موقعیت                                           | وضعیت          | شروع به کار | توضیحات       |
| ----- | ----------------------- | ------------------------------------------------ | -------------- | ----------- | ------------- |
| ۱     | ایستگاه دفاع مقدس (صفه) | پل دفاع مقدس، جنب پایانه صفه                     | فعال           | ۱۳۹۶        | حوزه اصفهان   |
| ۲     | ایستگاه سپاهان شهر      | سپاهان شهر                                       | دردست ساخت     |             | حوزه اصفهان   |
| ۳     | ایستگاه راه‌آهن          | سپاهان شهر، جنب سیتی سنتر، ایستگاه راه‌آهن اصفهان | دردست ساخت     |             | حوزه اصفهان   |
| ۴     | ایستگاه بهارستان        | شهر بهارستان                                     | دردست ساخت     |             | حوزه بهارستان |
| ۵     | ایستگاه دریاچه زیتون    | شهر بهارستان، دریاچه زیتون                       | در مرحله طراحی |             | حوزه بهارستان |

#### بهارستان - مبارکه - مجلسی
این خط از شهر بهارستان شروع و با طی ۵۱ کیلومتر و گذر از سه راهی مبارکه، روستای دهسرخ، زیبا شهر، میدان شهید نصوحی و میدان دفاع مقدس مبارکه و مجتمع فولاد مبارکه، نهایتاً به شهر مجلسی ختم می‌شود.
| شماره | نام                  | موقعیت                          | وضعیت          | شروع به کار | توضیحات       |
| ----- | -------------------- | ------------------------------- | -------------- | ----------- | ------------- |
| ۱     | ایستگاه بهارستان     | شهر بهارستان                    | دردست ساخت     |             | حوزه بهارستان |
| ۲     | ایستگاه دریاچه زیتون | شهر بهارستان، دریاچه زیتون      | در مرحله طراحی |             | حوزه بهارستان |
| ۳     | ایستگاه سه‌راه مبارکه | شهر مبارکه، سه‌راه مبارکه        | در مرحله طراحی |             | حوزه مبارکه   |
| ۴     | ایستگاه ده‌سرخ        | شهر مبارکه، ده‌سرخ               | در مرحله طراحی |             | حوزه مبارکه   |
| ۵     | ایستگاه زیباشهر      | شهر مبارکه، زیباشهر             | در مرحله طراحی |             | حوزه مبارکه   |
| ۶     | ایستگاه دفاع مقدس    | شهر مبارکه، خیابان دفاع مقدس    | در مرحله طراحی |             | حوزه مبارکه   |
| ۷     | ایستگاه شهید نصوحی   | شهر مبارکه، خیابان شهید نصوحی   | در مرحله طراحی |             | حوزه مبارکه   |
| ۸     | ایستگاه فولاد مبارکه | شهر مبارکه، فولاد مبارکه اصفهان | در مرحله طراحی |             | حوزه مبارکه   |
| ۹     | ایستگاه مجلسی        | شهر مجلسی                       | در مرحله طراحی |             | حوزه مجلسی    |

#### بهارستان - شهرضا
در طرح جامع خطوط قطار شهری اصفهان و حومه مسیری برای خط مترو اصفهان – شهرضا پیش‌بینی نشده است ولی اخیراً در اواخر سال ۱۳۹۸ شورای شهر شهرضا طرح احداث مترو بهارستان – شهرضا را تصویب کرده است. این طرح صرفاً مصوبه شورای شهر شهرضا است و احتمالاً هیچ گونه تاییدیه‌ای از وزارت کشور ندارد و به نظر می‌رسد طراحی دقیقی برای آن نیز صورت نگرفته باشد.

## نرخ بلیت
پرداخت کرایه مترو اصفهان از چند روش میسر است.
- اصفهان کارت: افراد دارای اصفهان کارت می‌توانند به راحتی از سامانه مترو اصفهان استفاده کنند و هنگامی شارژ کارت آنها به پایان رسید از طریق باجه‌های موجود در هر ایستگاه نسبت به شارژ مجدد کارت خود اقدام نمایند. با اصفهان کارت قیمت هر بار استفاده از مترو ۳۱۰۰ تومان است (مصوبه سال ۱۴۰۲).[۱۶]
- QR Code: در هر ایستگاه دستگاه‌هایی به نام کش لس وجود دارد که نحوه کار با آن را خود دستگاه توضیح می‌دهد یا می‌توانید از مأمورین حاضر در ایستگاه‌ها کمک بگیرید. در این دستگاه نرخ کرایه برای یک سفر ۳۹۰۰ تومان و طرح ویژه بهار (۲۲ سفره - ۶۲ هزارتومان) می‌باشد.[۱۷]

| خط | اصفهان کارت (یک سفر)                  | QR Code (یک سفر)                      | QR Code (۲۲ سفره)                                    |
| -- | ------------------------------------- | ------------------------------------- | ---------------------------------------------------- |
| ۱  | ۳۱۰۰ تومان                            | ۳۹۰۰ تومان                            | ۶۲۰۰۰ تومان (هر سفر ۲۸۰۰ تومان) (یک ماه اعتبار دارد) |
| ۲  | این خط هنوز به بهره‌برداری نرسیده است. | این خط هنوز به بهره‌برداری نرسیده است. | این خط هنوز به بهره‌برداری نرسیده است.                |
| ۳  | این خط هنوز به بهره‌برداری نرسیده است. | این خط هنوز به بهره‌برداری نرسیده است. | این خط هنوز به بهره‌برداری نرسیده است.                |

## تأثیر یادگارهای تاریخی بر مترو
وجود آثار تاریخی متعدد در اصفهان و همچنین شرایط اقلیمی و نوع خاک، عبور خطوط مترو در مناطق تاریخی شهر را با مشکل مواجه کرد چرا که این امکان وجود داشت لرزش‌های ایجاد شده در هنگام عبور مترو از زیر مناطق تاریخی و همچنین ساخت و حفاری در این مناطق آسیب‌های جدی به آثار تاریخی وارد کنند. بخشی از خطوط یک و دو قطار شهری از زیر آثار تاریخی مهم شهر اصفهان عبور می‌کنند.
براساس قانون و با توجه به اینکه چهارباغ عباسی با شماره ۱۱۹ در فهرست آثار ملی ثبت شده است، انجام هرگونه پروژه عمرانی در حوالی آن، تنها با نظر موافق سازمان میراث فرهنگی کشور میسر است. سیف‌الله امینیان، مدیر میراث فرهنگی اصفهان، اعلام کرد که سازمان میراث فرهنگی اصفهان، مخالفت خود را با عبور مترو از چهارباغ عباسی، حد فاصل میدان دروازه دولت تا سی و سه پل، در مکاتبات و جلسات مختلف به مقامات ارشد استان، استاندار و مقامات مسئول سازمان مدیریت و برنامه‌ریزی کشور اعلام کرده است. او بر پیشنهاد سازمان میراث فرهنگی بر عبور مترو از خیابان شمس‌آبادی تأکید کرد. در جلسه‌ای که در ۱۲ مهرماه ۱۳۸۰ در سازمان میراث فرهنگی کشور و با حضور نمایندگان شهرداری، سازمان قطار شهری اصفهان و میراث فرهنگی تشکیل شد، با توجه به نوع خاک، لایه بندی خاک و شرایط اقلیمی، عبور مترو به صورت زیرزمینی از محور چهارباغ خسارت بار ارزیابی گردید.
در سال ۱۳۸۳ رئیس وقت سازمان نظام مهندسی اصفهان، عبدالله کوپایی، عضو هیئت مدیره «سازمان قطار شهری اصفهان و حومه»، در مصاحبه با ایسنا لزوم عبور مترو از خیابان چهار باغ را مورد تأیید قرار داد.
در یک برنامه زنده تلویزیونی که از شبکه یک در ۲۶ شهریور ۱۳۸۸ پخش شد، حبیب اله تحویل پور، معاون فرهنگی شهرداری اصفهان، ضمن تکذیب عبور مترو از چهارباغ اصفهان گفت: «مترو از چهارباغ اصفهان گذر نکرده و مسیر آن بین خیابان شمس‌آبادی و چهارباغ است». در همین برنامه ابوالفضل قربانی، سخنگوی شورای شهر اصفهان، اظهار داشت که موضوع متروی اصفهان پس از رسیدن به خیابان چهارباغ سیاسی شده است
.
نگرانی دیگر، احتمال حضور متکدیان، دوره‌گردها و دستفروشان در کنار ایستگاه‌های مترو و در کنار مناطق توریستی شهر است.

### عبور از نزدیکی سی و سه پل
در ۱۶ فروردین ۱۳۸۸، شرکت الموت اعلام کرد که دستگاه حفار تونل غربی با موفقیت از زیر زاینده رود عبور کرده است. همچنین در همین منبع که به نظر می‌آید در تاریخی بعد از ۱۶ فروردین ۱۳۸۸ به روز رسانی شده است اشاره شده که حفاری تونل شرقی نیز که در اردیبهشت ۱۳۸۸ آغاز شده بود از زیر زاینده رود در طی ۳۰ روز حفاری، با موفقیت عبور کرده است.
در ۹ شهریور ۱۳۸۸، خبرگزاری میراث فرهنگی گزارش کرد که تونل شرقی خط «شمال- جنوب»، پس از گذشتن از زیر زاینده رود با انحراف از مسیر، در کنار سی و سه پل در حدود ۴۰ متر به اشتباه حفاری کرده است. بنا بر این گزارش از واگن‌های حمل خاک حفاری شده، مصالح غیرمعمول مشاهده شده که به قسمتی از پی (ساختمان) یک سازه شباهت دارد و این احتمال می‌رود که دستگاه حفار، در اثر انحراف از مسیر، با ورودی جنوبی سی و سه پل برخورد کرده است و مصالح غیرعادی قسمتی از پی سی‌وسه‌پل باشد. درصورت صحت این مسئله و آسیب وارد آمدن به پی این پل تاریخی، احتمال نشست آن در زمان جاری شدن مجدد آب در رودخانه زاینده رود وجود دارد.
در ۱۱ شهریور ۱۳۸۸، عبدالجواد زعفرانی، رئیس «سازمان قطار شهری اصفهان و حومه»، خبر انحراف دستگاه حفاری تونل شرقی خط شمال به جنوب را در نزدیکی سی‌وسه‌پل تأیید کرد. او میزان انحراف را ۳۵ تا ۴۰ متر از مسیر اصلی بیان کرد و آن را ناشی از نقص فنی در دوربین دستگاه حفاری دانست.
در ۲۵ شهریور ۱۳۸۸، سیدمرتضی سقائیان نژاد، شهردار وقت اصفهان، اعلام کرد که انحراف مسیر مترو تعمدی است. او با شاره به اینکه «نامه‌ای مبنی بر تعمدی بودن در انحراف متروی اصفهان وجود دارد که نمی‌توان اصل این نامه را در اختیار رسانه‌ها قرار داد» افزود «چون متن این نامه محرمانه است نمی‌توان از یک ارگان خاص در این خصوص نام برد». او همچنین فاصله تونل از پایه‌های پل را در نقطه انحراف ۴۳٫۲۶ متر و در نقطه میانی ۴۵٫۷۷ متر اعلام کرد. او با اشاره به هشت راهکار ارائه شده توسط مشاور آلمانی، تنها از ادامه مسیر فعلی با قوس موجود و جابجایی ۱۰۰ متری ایستگاه مترو نام برد
.

### احتمال عبور خط دوم مترو اصفهان از زیر میدان نقش جهان
اولین تائیدیه محکم عبور مترو اصفهان از زیر میدان نقش جهان، به میزگرد تخصصی شهر تاریخی اصفهان در افق توسعه پایدار بر می‌گردد که دو سال قبل به همت چند رسانه در اصفهان برگزار شد. در این نشست، عباس حاج رسولی‌ها به صراحت از طرح عبور مترو از میدان نقش جهان سخن گفت و اعلام کرد خط شرقی-غربی مترو اصفهان که از زیر میدان نقش جهان عبور می‌کند مصوبه شورای عالی ترافیک را دارد و تنها در صورت لغو این مصوبه اجرایی نمی‌شود.
این در حالی که مسعود علویان‌صدر، معاون میراث فرهنگی سازمان میراث فرهنگی و گردشگری در گفتگویی در خرداد ماه سال ۹۱ گذشته در خروجی رسانه‌ها قرار گرفت، نسبت به حذف میدان نقش جهان از لیست آثار جهانی در صورت عبور مترو از زیر آن هشدار داده و اعلام کرد: براساس گزارشی که در زمان حضور کارشناسان یونسکو در ایران ارائه شد، مسؤولان قطار شهری اصفهان در اجرای محور شرقی ـ غربی که از زیر میدان نقش جهان می‌گذرد، اصرار دارند و این موضوع خطری جدی برای میدان نقش جهان و مجموعهٔ اطراف آن محسوب می‌شود.
در چنین شرایطی، عباس حاج رسولی‌ها رئیس شورای شهر اصفهان در گفتگویی مدعی شد که مترو اصفهان هم از یونسکو و هم سازمان میراث فرهنگی تائیدیه دارد و آنان عبور از زیر میدان نقش جهان را تأیید کرده‌اند.
یک روز پس از این اظهار نظر، مدیرکل میراث فرهنگی استان اصفهان ادعای رئیس شورای شهر اصفهان را تکذیب کرد.
معاون میراث فرهنگی سازمان میراث فرهنگی، صنایع دستی و گردشگری نیز ضمن رد ادعای وجود تائیدیه سازمان میراث فرهنگی و یونسکو برای خط دوم مترو اصفهان، از نامه‌نگاری با شورای عالی ترافیک برای جلوگیری از عبور قطار شهری از حریم میدان نقش جهان اصفهان خبر داد. علویان صدر تصریح کرد: تمامی رایزنی‌ها و تلاش خود را برای رفع خطر از میدان تاریخی نقش جهان به کار خواهیم بست و به هیچ نهادی اجازه نمی‌دهیم تا خلاف موازین، میراث جهانی ایرانیان را تهدید کنند.
استاندار اصفهان نیز به ادعای وجود تائیدیه برای خط دوم مترو اصفهان واکنش نشان داده و در خصوص احتمال عبور خط دوم مترو اصفهان از زیر میدان نقش جهان گفته بود: متأسفانه خط اول متروی اصفهان پس از اجرا، چالش بزرگی را به همراه داشت و باید مراقب باشیم تا در خصوص خط دوم این موضوع مجدداً اتفاق نیفتد زیرا پس از اجرای خط اول متروی اصفهان یا اتفاقاتی نظیر آن باید کسانی که دغدغه آثار باستانی دارند و به هویت اصفهان فکر می‌کنند دائماً موضوع را از طریق رسانه‌ها دنبال کنند. هرچند پس از این اظهارنظرها و اعتراض به خبر کذب، عباس حاج رسولی‌ها، رئیس شورای اسلامی شهر اصفهان در نشست مطبوعاتی مدعی شد، حضور نماینده میراث فرهنگی در جلسه شورای عالی ترافیک در زمان تصویب خط شرقی-غربی مترو اصفهان نشان مهر تأیید این سازمان برخط دوم مترو اصفهان است. این در حالی است که صورت جلسه شصت و ششمین جلسه شورای عالی ترافیک نشان می‌دهد نماینده میراث فرهنگی در این جلسه حضور نداشته است و ادعای وجود تائیدیه سازمان میراث فرهنگی و یونسکو برای عبور مترو اصفهان از زیر میدان نقش جهان، ادعایی تو خالی است

## سازمان قطار شهری اصفهان و حومه
سازمان قطار شهری اصفهان و حومه یکی از سازمان‌های زیرمجموعه شهرداری اصفهان است که تمام وظایف دربارهٔ قطار شهری را برعهده دارد. مدیریت این سازمان در حال حاضر بر عهده جواد شعرباف می‌باشد.